# Тер-Месробьян, Татьяна Эдуардовна
Татьяна Эдуардовна Тер-Месробьян (род. 12 мая 1968 года, Ленинград) — советская и российская легкоатлетка, специализирующаяся на прыжках в длину. Серебряный призёр чемпионата Европы в помещении 1998 года. Двукратная чемпионка России в помещении (1998, 2000). Мастер спорта России международного класса. Является действующей обладательницей рекорда в прыжке в длину среди ветеранов в возрасте 40-44 лет (W40) — 6,64 м (2008 — на стадионе, 2010 — в помещении).

## Биография
Татьяна начала заниматься лёгкой атлетикой в СДЮСШОР Кировского района Ленинграда у тренера Владимира Петровича Жинкина. Сначала специализировалась на беге на короткие дистанции, а затем в 13 лет перешла в прыжки в длину, где под руководством Валерия Моисеевича Метельского она добилась высоких результатов, став бронзовым призёром первого чемпионата мира среди юниоров, серебряным призёром чемпионата Европы в помещении 1998 года, двукратной чемпионкой России в помещении (1998, 2000) и многократным призёром первенства страны. Татьяна так отзывалась о своём тренере Валерии Моисеевиче: 
Дети его обожают, всегда спешат на тренировки к нему. Валерий Моисеевич - замечательный человек, профессионал своего дела. Но его интересы не ограничиваются только спортом. Он пишет картины, играет на баяне, увлекается рыбалкой и вообще очень интересный в общении человек. Так что мне с тренером, безусловно, повезло.
Свой личный рекорд Татьяна установила в 2002 году на городских студенческих соревнованиях в Санкт-Петербурге — 7,06 м.

## Основные результаты

### Международные
| Год    | Соревнования                 | Место проведения  | Результат | Длина  |      |
| СССР   | СССР                         | СССР              | СССР      | СССР   | СССР |
| ------ | ---------------------------- | ----------------- | --------- | ------ | ---- |
| 1986   | Чемпионат мира среди юниоров | Афины, Греция     | 3         | 6,39 м |      |
| Россия |                              |                   |           |        |      |
| 1998   | Чемпионат Европы в помещении | Валенсия, Испания | 2         | 6,72 м |      |
| 1999   | Чемпионат мира               | Севилья, Испания  | 20 (q)    | 6,47 м |      |
| 2000   | Чемпионат Европы в помещении | Гент, Бельгия     | 6         | 6,57 м |      |
| 2002   | Финал Гран-при IAAF          | Париж, Франция    | 7         | 6,47 м |      |
| 2003   | Всемирные военные игры       | Катания, Италия   | 1         | 6,03 м |      |

### Национальные
| Год  | Соревнования                 | Место проведения | Результат | Длина  |
| ---- | ---------------------------- | ---------------- | --------- | ------ |
| 1997 | Чемпионат России в помещении | Волгоград        | 3         | 6,35 м |
| 1998 | Чемпионат России в помещении | Москва           | 1         | 6,83 м |
| 1998 | Чемпионат России             | Москва           | 3         | 6,78 м |
| 1999 | Чемпионат России             | Тула             | 3         | 6,53 м |
| 2000 | Чемпионат России в помещении | Волгоград        | 1         | 6,68 м |
| 2001 | Чемпионат России в помещении | Москва           | 3         | 6,68 м |
| 2002 | Чемпионат России в помещении | Волгоград        | 3         | 6,51 м |
| 2002 | Чемпионат России             | Чебоксары        | 3         | 6,63 м |
| 2003 | Чемпионат России             | Тула             | 3         | 6,74 м |